# Cinclodes excelsior
A Cinclodes excelsior a madarak (Aves) osztályának verébalakúak (Passeriformes) rendjébe és a fazekasmadár-félék (Furnariidae) családjába tartozó faj.

## Rendszerezése
A fajt Philip Lutley Sclater angol ornitológus  írta le 1860-ban.

## Alfajai
- Cinclodes excelsior columbianus (Chapman, 1912)
- Cinclodes excelsior excelsior P. L. Sclater, 1860[2]

## Előfordulása
Dél-Amerika északnyugati részén, az Andok hegységben, Ecuador és Kolumbia területén honos. A természetes élőhelye a szubtrópusi hegyi esőerdők, cserjések és füves puszták. Állandó, nem vonuló faj.

## Megjelenése
Testhossza 20-21 centiméter, testtömege 62-66 gramm.

## Életmódja
Magányosan vagy párban, keresgéli gerinctelenekből álló táplálékát, de néha fogyaszt kisebb gerinceseket és magvakat is.

## Külső hivatkozások
- Képek az interneten a fajról
- Internet Bird Collection - videók a fajról
- Xeno-canto.org - a faj hangja